# Tuculores
Os tuculores (em árabe: تكرور; em francês: toucouleur), também chamados halpulares (ajami: هَالْݒُلَارْ), é um grupo étnico da África Ocidental nativo da região de Futa Toro, no Senegal. Existem comunidades menores no Mali e na Mauritânia. Os tuculores foram islamizados no século XI; sua herança islâmica inicial e forte, que é vista como uma característica definidora, é uma questão de grande orgulho para eles. Eles estavam entre os primeiros muçulmanos na área que se tornou o Senegal.
Eles fundaram o vasto Império Tuculor no século XIX sob Alhaji Omar Tal, que liderou uma guerra religiosa contra os grupos étnicos vizinhos e as forças coloniais francesas. Os tuculores são tradicionalmente sedentários, estabelecidos principalmente no vale do Senegal, com agricultura, pesca e criação de gado como suas principais atividades. A sociedade tuculor tem sido patrilinear, poligínica e com alta estratificação social que incluía escravidão e um sistema de castas. Há uma estimativa de um milhão de tuculores na África Ocidental.

## Geografia
Os tuculores são encontrados principalmente nas regiões do norte do Senegal, onde constituem 15% da população. Esta região é irrigada pelo vale do Senegal e sobrepõe-se ao sul da Mauritânia. Durante a era colonial, e nos tempos modernos, alguns deles se reassentaram no oeste do Mali. Eles são cerca de um milhão indivíduos na área do vale do Senegal, e cerca de 100 mil no Mali.

## Identificação e linguagem
Além do nome tuculores, eles são chamados de pulares: torobes (Torooɓe), futanques (Futanke) ou halpulares (Haalpulaar). O nome tuculor é de origem pouco clara, com algumas fontes afirmando que é uma derivação francesa que significa "de todas as cores", o que pode ser uma etimologia popular. Mais provavelmente é uma deformação de tecruri, um termo pré-colonial que significa "povo de Tacrur". A suposta distinção entre os tuculores e fulas de forma mais geral foi inventada por etnógrafos franceses no século XIX. Eles diferenciaram entre os supostamente sedentários, agrícolas, fanáticos e antieuropeus tuculores de um lado e os nômades, pastores, dóceis e cooperativos fulas do outro, mas a dicotomia é falsa. Os tuculores falam a língua pular, um dialeto fula, um ramo atlântico da família de línguas nigero-congolesas.

## História

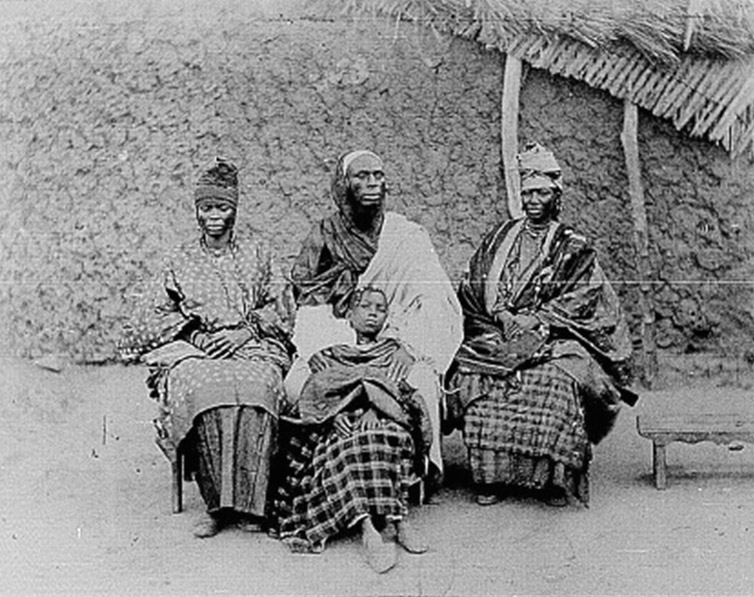
Um intérprete tuculor chamado Alfa Sega com suas irmãs em foto tirada em 1882

De acordo com as tradições orais tuculores e sererês, os tuculores são descendentes de ancestrais sererês e fulas. Esta tradição é apoiada por muitos estudiosos, incluindo Foltz e Phillips. Uma interação mutuamente aceitável no estilo de brincadeira, chamada de relacionamento de brincadeira pelos antropólogos, existe entre os sererês e tuculores. Os tuculores habitam há muito tempo a área do Senegal, com raízes no Reino de Tacrur que remonta ao século VII. No século XVIII, surgiu um Império Tuculor que atingiu seu pico de influência no século XIX sob o líder islâmico Alhaji Omar Tal. Omar nasceu em uma família clerical tuculor em 1797. Durante sua visita a Meca em 1827, Omar foi designado como o "Califa da África Negra". Ele retornou à África Ocidental em 1833 e, posteriormente, aprendeu estratégias políticas e de construção do Estado com seu sogro no Califado de Socoto.
Omar retornou ao Senegal em 1845, onde começou a pregar o islamismo entre os tuculores. Ele obteve armas da Europa, então mobilizou os tuculores para prosseguir uma guerra santa islâmica (jiade) em 1854 contra os grupos étnicos não muçulmanos e os muçulmanos que se desviaram. Os exércitos tuculores tiveram sucesso e o Império Tuculor cresceu e se estendeu do Senegal para grande parte do Mali nos dez anos seguintes. Seu filho Mustafá reinou sobre este império e os tuculores entre 1864 e 1870, seguido pelo segundo filho de Omar, Amadu Tal. Amadu, afirmaram Gallieni e Joffre, foi um "déspota tuculor muçulmano" sobre os mandingas e bambaras. O império entrou em colapso na década de 1880 quando os fulas, tuaregues e mouros atacaram os tuculores, e uma guerra civil entre os líderes locais tuculores tomou conta da região. O império terminou em 1891, depois que as forças coloniais francesas invadiram a região.

## Sociedade

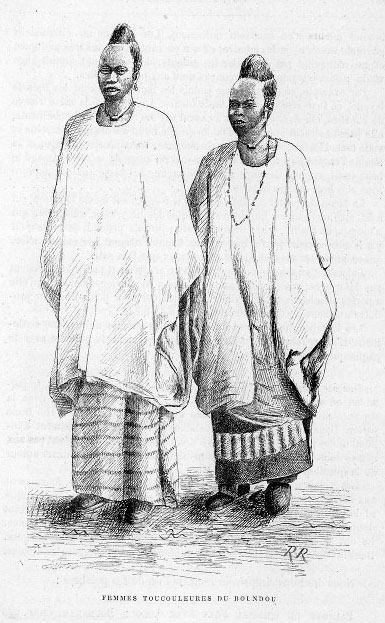
Mulheres em trajes tradicionais tuculores (século XIX)

A sociedade tuculor é patriarcal e dividida em hierarquias de castas rígidas e rigorosas. O estatuto mais alto entre as cinco castas tuculores é o dos líderes aristocráticos e estudiosos islâmicos chamados todoros. Abaixo deles estão os rimbe, ou os administradores, comerciantes e fazendeiros. Os niembe são as castas artesanais da sociedade tuculor. O quarto estrato de casta é chamado de Galumcobe ou os escravos ou descendentes de escravos "que foram libertados". Os estratos inferiores entre os tuculores são os Matiube ou escravos. Os escravos eram adquiridos por meio de ataques a grupos étnicos pagãos ou comprados em mercados de escravos, ou o status era herdado.
A estratificação social hierárquica tem sido um sistema economicamente fechado, o que historicamente significou uma desigualdade marcante. Propriedade e terra têm sido de propriedade exclusiva dos membros da casta superior. Ocupações e associações de casta são herdadas. As castas tuculores foram endogâmicas, segregadas e o casamento misto foi raro. Os clérigos tuculores, como os jalofos, formaram um grupo separado. Os líderes religiosos não eram necessariamente endogâmicos nem um posto herdado na longa história tuculor, mas tem sido raro que pessoas de casta inferior se tornem especialistas religiosos, afirma Rüdiger Seesemann, pois eram vistas como não aderentes o suficiente aos "padrões clericais de piedade".

### Casamento
O casamento entre os tuculores requer um preço de noiva pagável à família da noiva. Uma garota de uma família de alta posição social, como a de linhagem nobre, espera um pagamento substancialmente maior do que uma de status inferior, como castas de artesãos ou com linhagem de escravos.